# Eugen Spinanțiu
Eugen Spinanțiu (n. 1892, Săvârșin, comitatul Caraș-Severin, Regatul Ungariei – d. 1975, Săvârșin, județul Arad, RSR ) a fost un deputat în Marea Adunare Națională de la Alba Iulia, organismul legislativ reprezentativ al „tuturor românilor din Transilvania, Banat și Țara Ungurească”, cel care a adoptat hotărârea privind Unirea Transilvaniei cu România, la 1 decembrie 1918.:p. 159

## Biografie
Eugen Spinanțiu, născut la data de 7 aprilie 1892 în comuna Săvârșin, comitatul Caraș-Severin, urmează studiile la Școala Normală de Învățător ajungând el însuși învățător în localitatea Căprioara, stingându-se din viață în ziua de 8 februarie 1975.

## Activitatea politică
Eugen Spinanțiu a fost ales ca delegat supleant al Cercului electoral Făget-Birchiș, județul Caraș-Severin în cadrul Marii Adunări Naționale de la Alba Iulia în marea zi de 1 decembrie a anului 1918. În viață, domnul Spinanțiu s-a distins ca și membru al P.N.R. iar după 1918, ocupă funcția de senator în Parlamenul României.